# Јоргос Пападопулос
Јоргос Пападопулос (грч. Γεώργιος Παπαδόπουλος; 5. мај 1919 — Атина, 27. јун 1999) је био пуковник грчке војске и вођа војног удара 1967. године. У периоду од 1967. године до 1973. године истовремено је био председник Владе, председник државе, краљев намесник, министар неколико ресора.

## Биографија
Рођен је 9. маја 1919. године у селу Елеохори на Пелопонезу. Отац Христос Пападопулос био је сеоски учитељ.
Јоргос Пападопулос је дипломирао на војној академији 1940. године.
Истакао се у Италијанско-грчком рату 1940. године.
Оженио се 1942. године са Ники Василиади, са којом је имао двоје деце. Развео се 1969. године да би се оженио са Деспином Гашпар, службеницом Министарства одбране са којом је имао ћерку.
Од 1944. године учествовао је у борби савезника на Блиском истоку. Учествовао је и у Грчком грађанском рату од 1946 — 1949. године. Педестих и шездесетих година двадесетог века радио је на високим положајима у грчкој војсци.
На изборима који је требало да буду одржани 1967. године очекивала се победа левице. Група пуковника под вођством Јоргоса Пападопулоса месец дана пре избора насилно је преузела власт у земљи 21. априла 1967. године, под изговором да се не сме допустити долазак комуниста на власт.
Краљ Константин II је потписао указ о формирању војне владе и напустио земљу.
Војна влада је организовала референдум о државном уређењу маја 1973. године. Од тада је Грчка република, а први председник је био Јоргос Пападопулос.
Студентска побуна је избила 17. новембра 1973. године, а угашена је уз помоћ војске.
Пападопулос је имао намеру да ублажи режим, али је његов пријатељ пуковник Димитрије Јоанидис свргао Пападопулоса у новом војном удару 25. новембра 1973. године и ставио га у кућни притвор.
Јоанидис је организовао пуч на Кипру 21. априла 1974. и свргао председника Кипра Макариоса III, а та акција је послужила Турцима као изговор за војну инвазију на Кипар. После догађаја на Кипру, Грци су свргли војну хунту и дошло је до успостављања демократије 20. јула 1974. године.
Јоргос Пападопулос је осуђен на смртну казну, која је касније замењена доживотним затвором. 
Умро је у затвору 27. јуна 1999. године.